# Phrynomedusa
Phrynomedusa — рід жаб родини Phyllomedusidae.

## Список видів
- Phrynomedusa appendiculata (Lutz, 1925).
- Phrynomedusa bokermanniCruz, 1991.
- Phrynomedusa fimbriata Miranda-Ribeiro, 1923.
- Phrynomedusa marginata (Izecksohn et Cruz, 1976).
- Phrynomedusa vanzolinii Cruz, 1991.

| Жаба | Це незавершена стаття з герпетології. Ви можете допомогти проєкту, виправивши або дописавши її. |